# ماسانوري هيراساوا
ماسانوري هيراساوا (باليابانية: 平沢正規؛ بالكانا: ひらさわ まさのり) هو عالم فلك ياباني، ولد في 1956.